# David J. Furley
David John Furley (* 24. Februar 1922 in Nottingham; † 26. Januar 2010 in Banbury) war ein britischer Klassischer Philologe.

## Leben
David John Furley besuchte die Nottingham High School und studierte Klassische Philologie am Jesus College in Cambridge. Nach dem Bachelor-Abschluss (1943) diente er im Zweiten Weltkrieg in Burma. Nach dem Krieg setzte er sein Studium fort, erreichte 1946 den Master-Abschluss und wurde 1947 als Assistant Lecturer am University College London, wo er bis zum Reader aufstieg. 1966 folgte er einem Ruf als Professor of Classics an die Princeton University, wo er mehr als dreißig Jahre lang lehrte und forschte. Seit 1974 war er Charles Ewing Professor of Greek Language and Literature. Von 1969 bis 1982 leitete er das Förderungsprogramm der Universität im Bereich der antiken Philosophie. Nach seiner Emeritierung (1992) zog er nach Charlbury in England, wo er seinen Ruhestand verbrachte. Er starb am 26. Februar 2010 im Krankenhaus in Banbury.
Furley war von 1948 bis 1966 mit Diana Armstrong verheiratet, mit der er zwei Kinder hatte. Sein Sohn William D. Furley ist ebenfalls Klassischer Philologe. In zweiter Ehe war Furley seit 1967 mit Phyllis Ross verheiratet († 2009).
Furleys Forschungsschwerpunkt war die antike Philosophie. Er beschäftigte sich intensiv mit Naturphilosophie, Metaphysik und Kosmologie, insbesondere  der Vorsokratiker und des Aristoteles, und mit dem Atomismus. Er war Vorsitzender des internationalen Komitees des Symposium Aristotelicum und Präsident der Society for Ancient Greek Philosophy. 1990 wurde er zum korrespondierenden Mitglied der British Academy gewählt.

## Schriften (Auswahl)
- The Greek Cosmologists: Band 1: The Formation of the Atomic Theory and its Earliest Critics, Cambridge 2006.
- Cosmic Problems: Essays on Greek and Roman Philosophy of Nature, Cambridge 2009.